# Sallehuddin
Sallehuddin (ur. 30 kwietnia 1942) – dwudziesty dziewiąty sułtan stanu Kedah w Malezji od 11 września 2017. Dziewiąty spośród dwunastu dzieci sułtana Badlishaha. Następca tronu  w latach 2015-2017. Został sułtanem po śmierci swojego przyrodniego brata Abdula Halima.

## Życie prywatne
Jego żoną jest od 5 listopada 1965 Maliha Tengku Ariff. Mają dwójkę dzieci: Tunku Sarafuddin Badlishah i Tunku Shazuddin Badlishah.